# Robert Liljequist
Hans Robert Liljequist, né le 27 janvier 1971 à Helsinki, est un ancien joueur de badminton de la Finlande.
Membre du Helsingfors Badminton Club Liljequist, il a participé au badminton en 1992, les jeux Olympiques d'Été en simple messieurs. Il a perdu au deuxième tour contre l'indonésien Hermawan Susanto, 15-11, 15-3. Dans les années 1990, il a remporté 6 titres aux Championnats nationaux finlandais de badminton.